# Rain of Revolution
Rain of Revolution – singel litewskiego zespołu muzycznego Fusedmarc, wydany 29 marca 2017 nakładem wytwórni płytowej Universal Music. Utwór napisali Denis Zujew i Michail Levin, którym przy tworzeniu kompozycji towarzyszyła Wiktorija Iwanowskaja. 
Singel reprezentował Litwę w 62. Konkursie Piosenki Eurowizji w Kijowie.

## Lista utworów
- Digital download[1]

1. „Rain of Revolution” – 3:05